# کلیم کاشانی
ابوطالب کلیم همدانی یا ابوطالب کلیم کاشانی (زاده ۹۹۰ در کاشان - فوت ۱۰۶۱ در کشمیر)، از شاعران سدهٔ یازدهم هجری و یکی از بزرگ‌ترین شعرای مشهور زمان خود بود. وی در حدود سال ۹۹۰ هجری در کاشان زاده شد؛ او مدتی در کاشان اقامت داشت، کاشانی هم خوانده شده‌است. او از ملک‌الشعرا‌یان دربار کوشانی بود.
او در شیراز با مقدمات علوم آشنایی پیدا کرد در عهد جهانگیر به هند رفت و بعدها نزد شاه‌جهان، مقام ملک‌الشعرایی یافت و مأمور شد که فتوحات شاه‌جهانی را به نظم آورد. دیوان کلیم شامل ده‌هزار بیت شعر است که نیمی از آن غزل است. او در سال ۱۰۶۱ هجری در کشمیر درگذشت.

## زندگی‌نامه
کلیم همدانی در حدود سال ۹۹۰ هجری در همدان زاده شد؛ اما چون مدتی در کاشان اقامت داشت، بسیاری او را با لقب کاشانی می‌شناسند. خود در این‌باره می‌گوید:
| در دامن الوند دگر غنچه شود گل |  | زنهار مگویید کلیم از همدان نیست |

تذکره‌نویسان و محققان اخیر چون واله داغستانی و سرخوش و ادوارد براون و هرمان اته و صاحب مرآت الخیال عموماً یا او را همدانی خوانده‌اند یا از مولد و موطن او نامی نبرده‌اند. از محققان معاصر نیز میرزا عبدالعظیم قریب او را همدانی می‌داند.
- وی افزون‌بر کاشان، زمانی را در شیراز به سر آورد و در همان‌جا با مقدمات علوم آشنایی پیدا کرد. در عهد جهانگیر به هند رفت و بعدها نزد شاه‌جهان، عنوان ملک‌الشعرایی یافت و وی روح‌الامین را ستایش می‌کرد. ویشاهنواز خان شیرازی، میرجملهٔ شیرازی و ظفرخان احسن را نیز مدح می‌کرده‌ است. اما از سوی شاه‌جهان مأمور شد که فتوحات شاه‌جهانی را به نظم آورد که در آن وقایع زمان این شاه را در قالب مثنوی به تصویر کشیده‌است. کلیم از هجو گریزان بود، هر چند می‌گفت:

| گر هجو نیست در سخن من ز عجز نیست |  | حیف آیدم که زهر در آب بقا کنم |

## اشعار
شهرت کلیم بیشتر به‌خاطر غزل‌های اوست. ابداع معانی و خیال‌های رنگین به غزل کلیم لطف ویژه‌ای بخشیده‌است. ضرب‌المثل‌ها و الفاظ محاوره که زبان غزل این دوره را به افق خیال عامّه نزدیک کرده، در سخن او برجستگی زیادی یافته‌است. به کار بردن واژه‌های هندی، آن‌جا که از ذکر حرفه‌ها و گل‌ها و گیاهان ناگزیر بوده، شعر و غزل کلیم را در میان اقران متمایز ساخته‌است. وی در اشعار خود تمثیل بسیار داشته‌است، تکرار قافیه و شمار ابیات در اشعار او کم است، به قدری که قالب‌های شعری را کاملاً رعایت نموده‌است. در اشعار او انتقاد اجتماعی در برابر نابرابری‌ها و زهد خشک دیده می‌شود:
| در دور ما ز خسّت ابنای روزگار |  | دشوارتر ز مرگ، گریبان دریدن است |

دیوان کلیم شامل ده‌هزار بیت شعر است که در آن پنج‌هزار بیت غزل، نزدیک به هزار بیت قصیده و بقیه در قالب‌های قطعه، ترکیب‌بند و ترجیع‌بند است. مثنویات او نیز حدود دو هزار بیت است که از میان آن‌ها فتوحات شاه‌جهان و پادشانامه در "بحر متقارب" مشهورتر است. این کتاب در اصل همان ظفرنامهٔ جهانشاهی است متعلق به قدسی مشهدی، ولی عمر وی کفاف نداد و کلیم آن را تکمیل کرد.
کلیم را به سبب مضامین ابداعی بی‌شماری که در اشعار خویش به کار گرفته، خلّاق‌المعانی ثانی لقب داده‌اند؛ چرا که خلّاق‌المعانی اول، کمال‌الدین اسماعیل است. دیوان ابوطالب کلیم همدانی با مقدمه، تصحیح و تعلیقات محمد قهرمان در مشهد به طبع رسیده‌است.
او در سال ۱۰۶۱ هجری در کشمیر درگذشت.

## نمونه اشعار
۱-
| در این چمن چو گلی نشنود فغان مرا   |  | کجاست برق که بر دارد آشیان مرا   |
| ز بس که مانده ز پروازم اندرین گلشن |  | ز نقش پا نشناسند آشیان مرا       |
| چو شمع در ره باد صبا سبک‌روحم       |  | نسیم وصل تواند ربود جان مرا      |
| چو نخل شعله به باغ جهان به یک حالم |  | نه کس بهار مرا دید و نه خزان مرا |

۲-
| دوش گم کردم ز بیهوشی ره کاشانه را     |  | یافتم باز از نوای جغد آن ویرانه را  |
| تا کی ای سر در هوا در آسمان جویی خدا؟ |  | ذوقی از بالا نشستن نیست صاحبخانه را |
| آرزوی بوسه از ساقی نه حد چون منی است  |  | مستم و با ترس می‌بوسم لب پیمانه را   |

۳-
| دارم دلی که هرگز، نشکسته خاطری را |  | بیمار گشته از غم، پرهیز اگر شکسته  |
| جمعیت حواسم، ناید به حال اول      |  | گم گشته دانه ای چند، از سبحهٔ گسسته |

۴. 
| دلبسته سازیم و اسیر می نابیم |  | گه موج شرابیم و گهی تار ربابیم |

۵. 
| موجیم که آسودگی ما عدم ماست |  | ما زنده به آنیم که آرام نگیریم |